# Jakobi-Kirche (Rinteln)

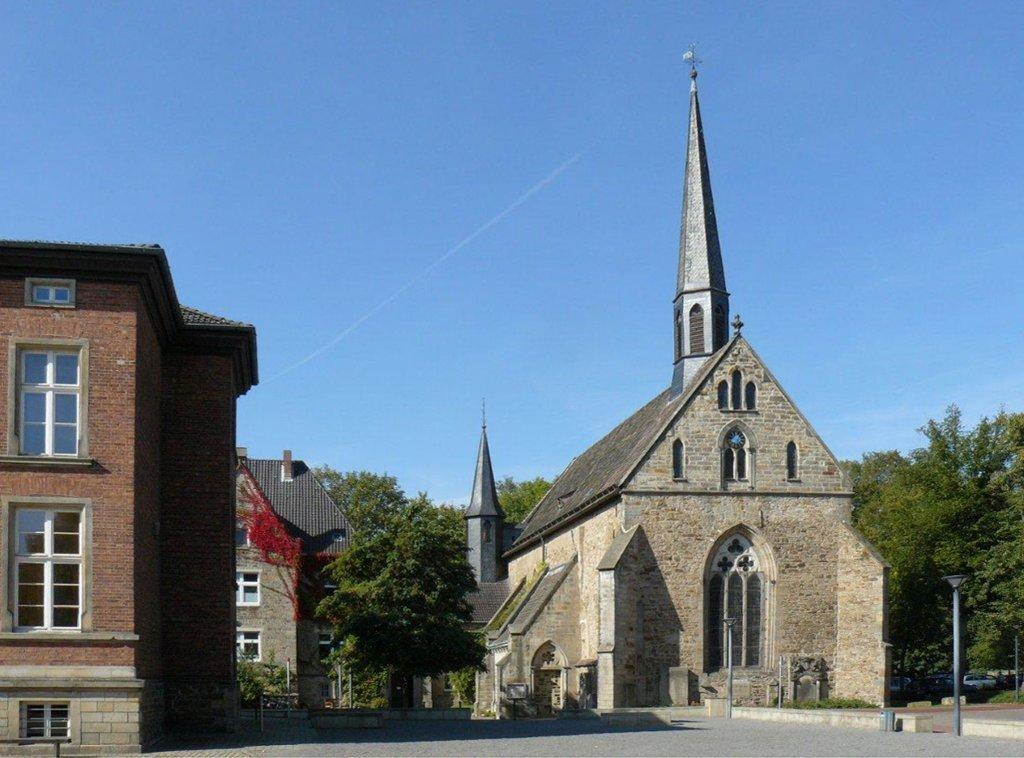
Jakobi-Kirche

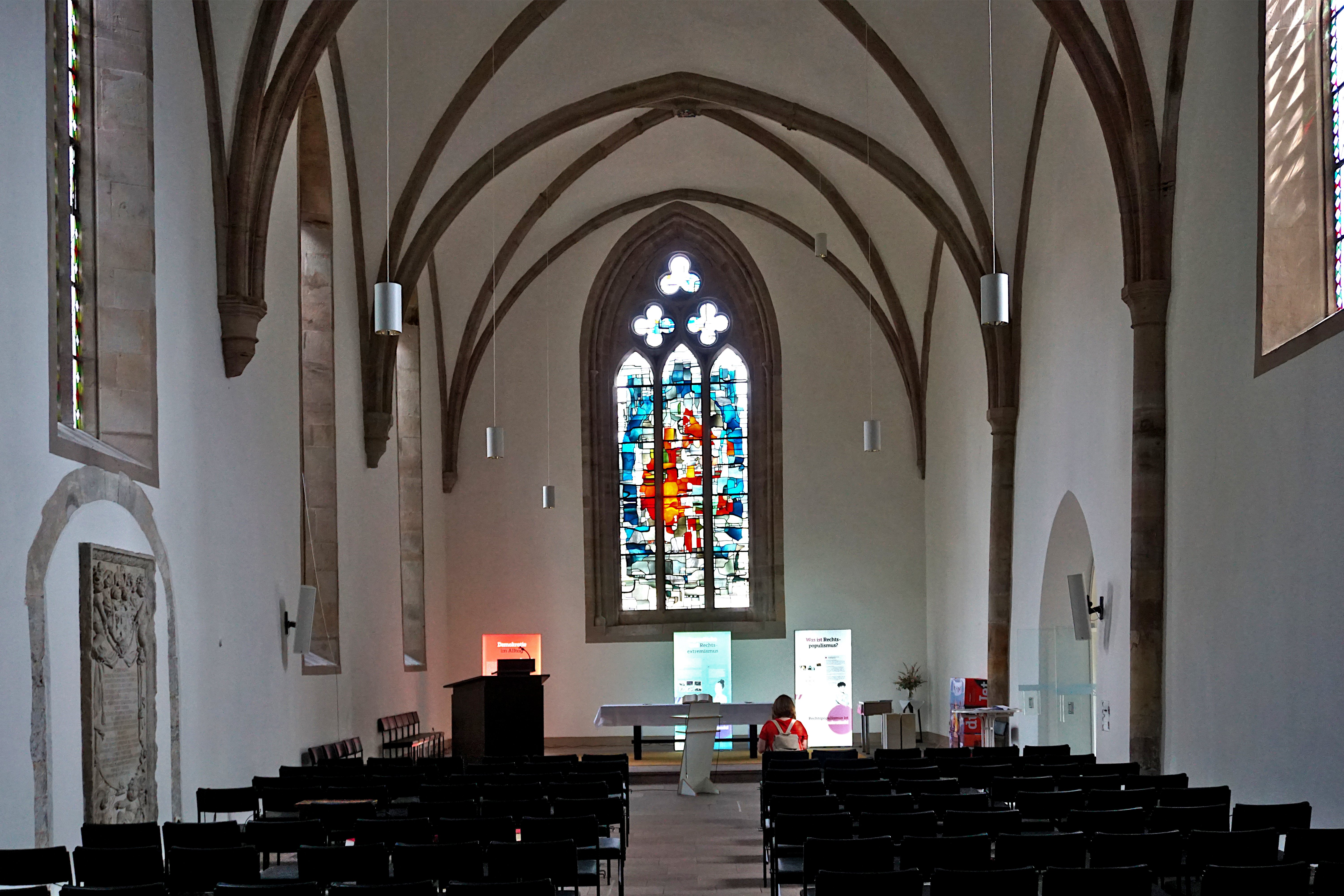
Innenraum der Jakobi-Kirche

Die zur Evangelisch-reformierten Landeskirche gehörende Jakobi-Kirche steht in Rinteln, einer Stadt im Landkreis Schaumburg von Niedersachsen.

## Geschichte
Die Kirche wurde 1238 als Klosterkirche des Jakobsklosters der Zisterzienserinnen errichtet, das 1563 aufgehoben wurde.
Nachdem Rinteln mit einem Teil der ehemaligen Grafschaft Schaumburg 1640 an die seit 1605 evangelisch-reformierte Landgrafschaft Hessen-Kassel gefallen war, wurde die Jakobi-Kirche zur Garnisonskirche der seit 1651 in Rinteln bestehenden hessischen Garnison, und 1659 gründete sich eine evangelisch-reformierte Gemeinde für die hessischen Beamten und Soldaten und deren Familien, mit der Jakobi-Kirche als Pfarrkirche.  Nach einem Hochwasser im Jahre 1754 bestand Einsturzgefahr für die Kirche. Man schüttete das Gelände  um die Kirche um einen Meter auf, nahm das Dach ab, erhöhte die Traufe um einen Meter und baute ein neues Dach und einen neuen, gedrungenen Turm aus Holz.
Die Konventsgebäude der ehemaligen Abtei wurden von 1621 bis 1809 für die Universität genutzt. Im Jahr 1876 wurden sie abgerissen.

## Beschreibung
Die Kirche wurde über rechteckigem Grundriss aus Bruchsteinen errichtet. Die nördliche Außenmauer stammt z. T. noch aus der 2. Hälfte des 13. Jahrhunderts, zu erkennen an der vermauerten Pforte und einem kleinen vermauerten Maßwerkfenster. Das Äußere wird durch gestufte Strebepfeiler und schlanke Spitzbogenfenster gegliedert. Der Schmuck der Blendarkaden im Giebel der Fassade im Osten, der schlanke Dachreiter auf dem Satteldach und die Anbauten an der Südseite entstanden erst um 1905.  Der Innenraum ist mit fünf querrechteckigen Kreuzgewölben mit birnstabförmigen Gewölberippen überspannt.
Saalraum konzipiert; mit profilierten Birnstabrippen, an der Südseite kräftige Runddienste mit Kelchkapitellen und polygonalen Kämpferplatten, an der Nordseite nur Konsolen. Das Epitaph für Hermann Zoll trägt bereits Züge des beginnenden Rokoko. Die erste Orgel wurde 1860 gebaut. Die heutige Orgel mit 22 Registern, verteilt auf 2 Manuale und ein Pedal, wurde 1995 von Alexander Schuke Potsdam Orgelbau errichtet.